# Simone Bacciocchi
Pour les articles homonymes, voir Bacciocchi.
Simone Bacciocchi, né le 22 janvier 1977 à Saint-Marin, est un footballeur international saint-marinais, qui évoluait au poste de défenseur.

## Biographie

### Carrière en club
Simone Bacciocchi dispute 12 matchs en Ligue Europa,.

### Carrière internationale
Simone Bacciocchi compte 59 sélections avec l'équipe de Saint-Marin entre 1996 et 2013. 
Il est convoqué pour la première fois par le sélectionneur national Massimo Bonini pour un match des éliminatoires de la Coupe du monde 1998 contre la Belgique le 9 octobre 1996 (défaite 3-0). Il reçoit sa dernière sélection le 26 mars 2013 contre la Pologne (défaite 5-0).

## Palmarès
- Avec le SP Domagnano
  - Champion de Saint-Marin en 2002, 2003 et 2005
  - Vainqueur de la Coupe de Saint-Marin en 2001 et 2002
  - Vainqueur de la Supercoupe de Saint-Marin en 2001

- Avec l'AC Juvenes/Dogana
  - Vainqueur de la Coupe de Saint-Marin en 2011